# 赫希施泰特战役 (1800年)
赫希施泰特戰役爆發於1800年6月19日，多瑙河北岸的赫希施泰特附近，法軍在莫羅將軍的帶領下擊敗了保羅·克雷的奧地利軍隊。奧軍被迫退回烏爾姆，不久隨即被包圍。